# Wehrmeisterkreuz

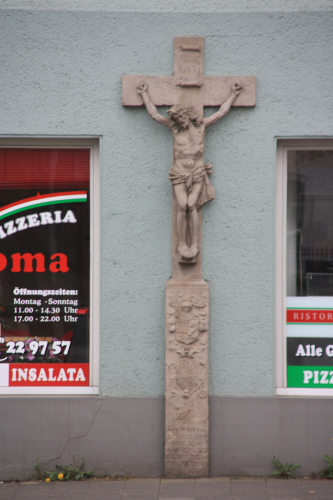
Das Kreuz

Das Wehrmeisterkreuz befindet sich in Düren in Nordrhein-Westfalen.
Das Wegekreuz steht an der Einmündung der Rütger-von-Scheven-Straße in die Aachener Straße an einer Hauswand.
Das Wegekreuz ist aus Sandstein hergestellt und steht auf einem Sockel mit Inschrift und Wappen der Stifter. Es hat einen barocken Korpus.
Das Wehrmeisterkreuz wurde 1664 von den Eheleuten „Theodorus, Theodor-Dietrich, Leers und Anna Richmudis von Berchem“ gestiftet. Das Wehrmeisterkreuz trägt die Jahreszahl 1664 und das Ehewappen des Wehrmeisters Leers. Theodor Leers war u. a. von 1653 bis 1690 Wehrmeister des Herzogs von Jülich im Forstverwaltungsbezirk zu Düren und zudem 1678 Bürgermeister von Düren, damals Lersch geschrieben. Unterhalb des Ehewappens ist die Inschrift; "CRVX – Christen bethet den Heiland an, er ist glorreich erstanden” zu lesen. Derselbe Leers schenkte der St. Annakirche im Jahre 1690 eine große silberne Schüssel. Auf dem Rand ließ er eingravieren: „Theodorus Leers, duranae urbis quondam consul, praetor nec non silvarum praefectus 1690“.
Leers war also früher Ratsherr, Schultheiß und Wehrmeister. Wehrmeister bedeutet so viel wie Vorsteher der Wälder und entspricht dem heutigen Forstmeister. Sein Amtsbereich war die Wehrmeisterei und sein Wohnsitz war Düren.
Das Kreuz war auch gleichzeitig ein Wegekreuz des damaligen Holzweges von Gey nach Düren. Der damalige Standort des Wehrmeisterkeuzes ist nicht der heutige. Das Wehrmeisterkreuz stand vormals mittig der heutigen Kreuzung August-Klotz-Straße/Aachener Straße und Stürtzstraße und wurde um 1898 an das oben besagten Haus versetzt. Das damalige geschlagene Holz vom Wehrmeistereiwald zu Gey wurde von Gey aus über Straß über den Boisdorfer Holzweg bis an die Rur geführt und von dort aus über den Nippes an der Altmühle bzw. Neumühl (heute Fa. Kanzan) landüber über den Holzweg (Rütger-von-Scheven-Straße) auf den Holzmarkt (Altenteich) gebracht. Das Wehrmeisterkreuz von damals wurde beim Luftangriff am 16. November 1944 kaum beschädigt und wurde 2002 durch die Firma Thomas Lehmkuhl aus Münster restauriert.
Das Bauwerk ist unter Nr. 1/061 in die Denkmalliste der Stadt Düren eingetragen.